# پارک بو یونگ
پارک بو یونگ (کره‌ای: 박보영؛ زادهٔ ۱۲ فوریه ۱۹۹۰) بازیگر اهل کره جنوبی است. او بیشتر به خاطر ایفای نقش اصلی در فیلم‌های رسوایی سازان (۲۰۰۸)، پسر گرگ‌نما (۲۰۱۲) و مجموعه‌های تلویزیونی اوه روح من (۲۰۱۵)، زن قوی دو بونگ‌سون (۲۰۱۷)، ابیس (۲۰۱۹) و ویرانگر در خدمتگزاری شما حاضر است (۲۰۲۱) شناخته می‌شود.

## فیلم‌شناسی
گزیدهٔ فیلم‌شناسی
- پسر گرگ‌نما (۲۰۱۲)
- اوه روح من (۲۰۱۵)
- زن قوی دو بونگ‌سون (۲۰۱۷)
- ابیس (۲۰۱۹)
- ویرانگر در خدمتگزاری شما حاضر است (۲۰۲۱)

## ترانه‌شناسی

### ساندترک
| سال                                                                 | عنوان                                           | بالاترین موقعیت جدول | فروش (دانلود موسیقی)  | آلبوم                         |
| سال                                                                 | عنوان                                           | کره جنوبی            | فروش (دانلود موسیقی)  | آلبوم                         |
| ------------------------------------------------------------------- | ----------------------------------------------- | -------------------- | --------------------- | ----------------------------- |
| ۲۰۰۸                                                                | "자유시대"                                      | —                    |                       | اواس‌تی رسوایی سازان           |
| ۲۰۱۲                                                                | «شاهزادهٔ من» (My Prince; 나의 왕자님)           | 7                    | - کره جنوبی: ۵۱۶٬۰۴۳+ | اواس‌تی پسر گرگ‌نما             |
| ۲۰۱۴                                                                | "피끓는 청춘"                                   | —                    |                       | اواس‌تی جوانان خونگرم          |
| ۲۰۱۵                                                                | «ترک کردن» (Leave; 떠난다)                      | ۵۵                   | - کره جنوبی: ۸۵٬۶۸۳+  | اواس‌تی اوه روح من             |
| ۲۰۱۸                                                                | «بهم گوش بده» (Listen to Me; 내 얘기 좀 들어봐) | —                    |                       | اواس‌تی در روز عروسی تو پارت ۱ |
| «—» بیانگر انتشاری است که در قلمروی آن جدول نبوده یا منتشر نشده‌است. |                                                 |                      |                       |                               |